# Glauconycteris superbus
Glauconycteris superbus är en fladdermusart som först beskrevs av Robert William Hayman 1939.  Glauconycteris superbus ingår i släktet Glauconycteris och familjen läderlappar. Inga underarter finns listade i Catalogue of Life.
Enligt en studie från 2013 bör arten flyttas till det nya släktet Niumbaha.
Hela kroppslängden (med svans) för några enstaka exemplar var 88 till 112 mm, svanslängden var 39 till 49 mm och underarmarna är 45 till 48 mm långa. En individ hade 8,3 mm långa bakfötter och 13 mm stora öron. Den första framtanden på varje sida i överkäken har bara en knöl på toppen. Skallen är på framsidan påfallande konkav. Denna fladdermus kännetecknas av flera vita fläckar på huvudet och bålen. Djuret har en rund fläck ovanför munnen, två fläckar på pannan mellan öronen, en fläck på strupen och flera mer eller mindre breda längsgående strimmor på ryggen och buken. Resten är täckt av hår som är mörkbruna vid roten och svarta vid spetsen. Öronen är ungefär fyrkantiga med avrundade kanter.
Arten hittades på olika ställen i västra och centrala Afrika, bland annat Elfenbenskusten, Ghana och Kongo-Kinshasa. Habitatet utgörs av fuktiga skogar i låglandet med tät undervegetation.